# Willie Fernie
William "Willie" Fernie (1857–1924) var en skotsk golfspiller fra St Andrews. Han vandt The Open Championship 1883 på Musselburgh Links. Turneringen var fastsat til fire runder på 9-hullersbanen, i alt 36 huller. Fernie og den forsvarende mester Bob Ferguson endte begge på 158 slag. Dagen efter vandt Fernie omspillet over 36 huller med en enkelt slag.
Fernie blev nr. 2 i The Open Championship fire gange, i 1882, 1884, 1890 og 1891, og opnåede yderlige tolv gange en placering i top 10. Da George Strath forlod Royal Troon Golf Club i 1887, overtog Fernie hans job som pro i klubben og beholdt stillingen i 37 år.
Han designede ændringer på Old Course i St Andrews og Royal Troon, og tegnede Ailsa- og Isle of Arran-banerne i Turnberry.